# Stazione di Bushey
La stazione di Bushey è una stazione situata nell’Hertfordshire. È servita da ogni ora quattro treni suburbani transitanti sulle due direzioni della linea lenta per Watford.